# 오사카평야

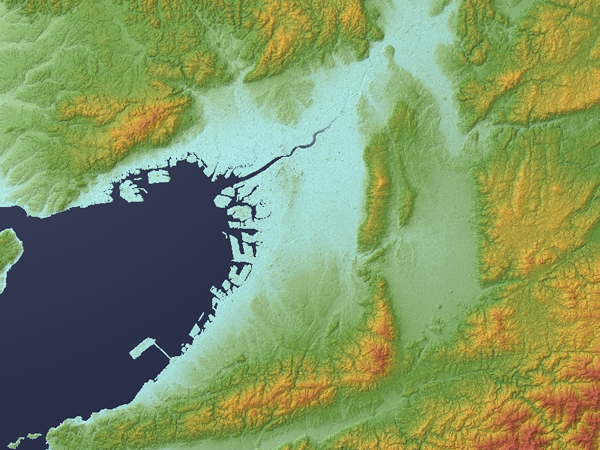
오사카평야의 지형

오사카평야(大阪平野)는 일본 오사카부의 대부분과 효고현의 남부에 걸친 평야로, 긴키 지방 최대의 평야 지형이다. 오사카만에 접하고 동, 북, 남에서 산지에 둘러싸여 있고, 동쪽에는 산 너머로 나라 분지에 인접한다. 현대에는 자연해안이 모두 매립지로 사라졌다. 옛 오사카 지역의 지명인 셋쓰국, 가와치국, 이즈미국의 이름을 따서 세카센 평야(摂河泉平野)라고 부르기도 한다.
지질학적으로 오사카평야는 주로 플라이오세와 홍적세에 형성된 구릉과 고원으로 이루어진 충적평야와 홀로세에 요도강, 야마토강과 같은 하천에 의해 형성된 삼각주로 이루어진 충적평야로 여겨진다.

## 같이 보기
- 오사카만